# 단양중학교
단양중학교(丹陽中學校)는 대한민국 충청북도 단양군 단양읍 도전리에 있는 공립 중학교이다.

## 학교 연혁
- 1945년 5월 1일 : 단양공립공업전수학교로 인가, 국민학교에서 개교, 광산과 1학급 모집
- 1945년 11월 : 단양공립공업초급중학교로 승격, 토목과로 개편, 구 일본인 국민학교 교사로 이전
- 1947년 3월 1일 : 각학년 광산과 1학급, 토목과 1학급으로 개편. 단양읍 하방리 260번지로 교사 이전
- 1949년 5월 1일 : 단양중학교로 학칙 변경, 9학급 인가(각학년 남자 2학급, 여자 1학급)
- 1950년 5월 : 단양공업중학교(4년제)로 승격, 9학급 인가(여자 염직과 1학급 증설 포함)
- 1951년 8월 31일 : 교육법 일부 개정으로 인하여 단양중학교로 개편
- 1952년 5월 22일 : 단양공업고등학교 설립 인가(중학교 병설)
- 1955년 6월 15일 : 영춘 분교 인가
- 1964년 3월 6일 : 영춘 분교가 영춘중학교로 독립 인가
- 1969년 3월 15일 : 단양여자중학교 분리 이전
- 1974년 6월 12일 : 단양공업고등학교 신축 교사로 이전(단양읍 북하리 58번지)
- 1985년 3월 1일 : 남녀공학 실시(남자 8학급, 여자 7학급)
- 1985년 5월 13일 : 충주댐 건설에 따른 단양읍 수몰로 인하여 단양읍 도전리 222번지 신축교사로 이전
- 1987년 12월 5일 : 4층 교실 5칸 606.15m2 증축
- 1994년 5월 13일 : 단양중학교 과학관 준공(1층 441m2, 2층 441m2, 옥탑 54m2 계 936m2)
- 1996년 7월 16일 : 단양중학교 강당 준공(지하 91.20m2, 1층 871m2, 2층 177.30m2 계 1139.50m2)
- 2000년 10월 18일 : 단양중학교 급식소 및 사격장 준공(조립식. 건평 348.38m2, 연건평 582.12m2, 급식소 348.38m2, 사격장 233.74m2)
- 2003년 10월 20일 : 도서관 리모델링 준공(기존 ICT 교실 1실을 도서관으로 병합)
- 2004년 12월 4일 : 학칙 변경 16학급 인가
- 2015년 3월 1일 : 안전교육 연구학교 운영(교육부)
- 2017년 3월 1일 : 발명교육 연구학교 2년차 운영(특허청)
- 2022년 9월 1일 : 제36대 최재호 교장 부임
- 2024년 1월 5일 : 제77회 졸업식 졸업생수 92명(졸업생 누계 15,650명)
- 2024년 3월 4일 : 2024학년도 입학(제80회 입학생 93명 남 55명, 여 38명)

## 참고 자료
- 단양중학교 - 한국교육학술정보원 학교알리미